# Jan Styfi
Jan Styfi (ur. w styczniu 1841 w Warszawie, zm. 5 marca 1921 tamże) – drzeworytnik warszawski, jeden z najbardziej zasłużonych ksylografów polskich, twórca i organizator zakładów drzeworytniczych w Warszawie, pedagog.

## Życiorys
Był synem Hipolita, grawera warszawskiego, i Joanny z Kaczyńskich. W latach 1856 –1857 uczył się Styfi malarstwa w warszawskiej Szkole Sztuk Pięknych; równocześnie kształcił się w sztuce drzeworytniczej w pracowni rytowniczej Jana Münchheimera, pod kierunkiem Edwarda De la Haye. Dalszą naukę ksylografii kontynuował w Lipsku. Po powrocie do Warszawy w 1859 roku rozpoczął pracę w drzeworytni „Tygodnika Illustrowanego”, a rok później objął jej kierownictwo. Na początku lat 60. XIX wieku założył Styfi własną pracownię drzeworytniczą, którą prowadził z Aleksandrem Regulskim; kształcili się w niej m.in.: Józef Holewiński, Wanda z Wójcickich Styfiowa, Elżbieta Moniuszko-Nawroczyńska, Maria Baczewska i Józefa Kleczeńska. W 1865 roku Styfi odszedł z „Tygodnika Illustrowanego” i przeszedł do „Kłosów”; w 1867 roku został kierownikiem drzeworytni tego pisma; po zamknięciu „Kłosów” w 1890 roku wrócił do "Tygodnika Ilustrowanego". W 1873 roku na Wystawie Powszechnej w Wiedniu, za swoje drzeworyty otrzymał nagrodę.

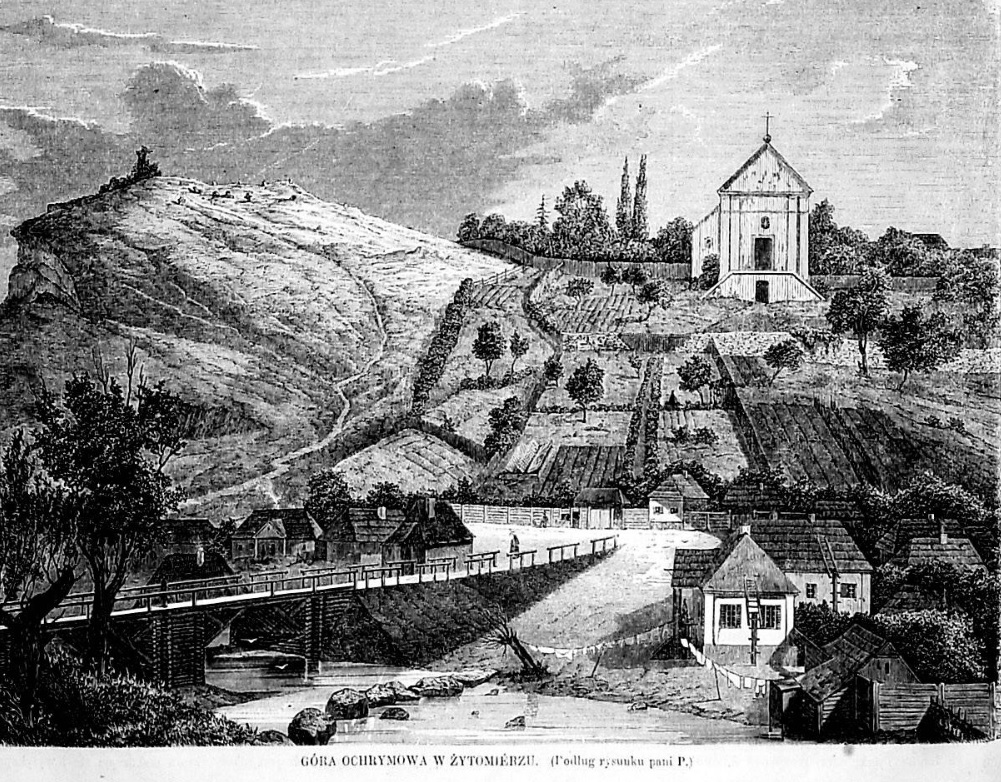
Góra Ochrymowa w Żytomierzu. „Tygodnik Illustrowany” nr 213 z 24.10.1863

## Twórczość drzeworytnicza
Styfi był jednym z najwybitniejszych i najpłodniejszych polskich ksylografów; szczególnie ceniony za drzeworytnicze reprodukcje obrazów i rysunków innych autorów, m.in. Józefa Chełmońskirgo, Wojciecha Gersona, Aleksandra Gierymskiego, Aleksandra Gryglewskiego, Juliusza Kossaka, Franciszka Kostrzewskiego, Jana Matejki i Henryka Pillatiego. Drzeworyty autorskie Styfiego przedstawiały najczęściej widoki i architekturę miast oraz rodzajowe ujęcia włościan.
Z ważniejszych prac Styfiego: Unia Lubelska, Stefan Batory pod Pskowem, Wyrok śmierci, Stańczyk, Sędziwój alchemik i Mikołaj Kopernik – Jana Matejki, Zima w stepie – Chełmońskiego, Stańczyk spisujący lekarzy – Walerego Eliasza, Kaplica w Ossolinie – Fabiańskiego, Król Zygmunt August wdowcem – Gersona, Walka żubrów, Targ koński na Pradze i Dzwon zapustny – Juliusza Kossaka, Wesele wiejskie z okolic Warszawy i Zadymka – Franciszka Kostrzewskiego, Loteria fantowa w Ogrodzie Saskim, Biwak wojskowy i Sobótka – Pillatiego.